# Eschenzwieselwickler
Der Eschenzwieselwickler (Archips podana) ist ein Schmetterling aus der Familie der Wickler (Tortricidae).

## Merkmale
Die Falter erreichen eine Flügelspannweite von 19 bis 23 Millimeter bei den Männchen und 20 bis 28 Millimeter bei den Weibchen. Die Falter sind ockerfarben bis rotbraun; die Weibchen sind einfärbiger, im Saumfeld gegittert.
Die Raupen werden etwa 16 bis 23 Millimeter lang und sind grünlich oder gelblich gefärbt. Die Larven weiterer Arten aus der Gattung Archips (A. xylosteana, A. rosana) leben ebenfalls auf den Futterpflanzen von Archips podana und können nur schwer von dieser Art unterschieden werden.

## Ähnliche Arten
- Archips oporana (Linnaeus, 1758)
- Archips betulana (Hübner, 1787)
- Apfelblattwickler (Archips xylosteana)

## Lebensweise
Die Raupen leben polyphag an verschiedenen Bäumen und Sträuchern. Dazu zählen beispielsweise Äpfel (Malus spec.), und Pflaumen (Prunus spec.), Schlehe (Prunus spinosa), Kirschen (Prunus spec.), Hasel (Corylus spec.), Birke (Betula spec.), Ulme (Ulmus spec.), Salweide (Salix caprea), Primulaceae, seltener auch Nadelbäume.

### Flug- und Raupenzeiten
Archips podana bildet zwei Generationen im Jahr, die von Juni bis August und im September fliegen und oft am Licht beobachtet werden können. Die zweite Generation ist unvollständig. Die Raupen sind von April bis Mai und von Juli bis September anzutreffen. Die Raupen überwintern und setzen die Entwicklung im folgenden Jahr von April bis Mai fort.